# Burmeister & Wain

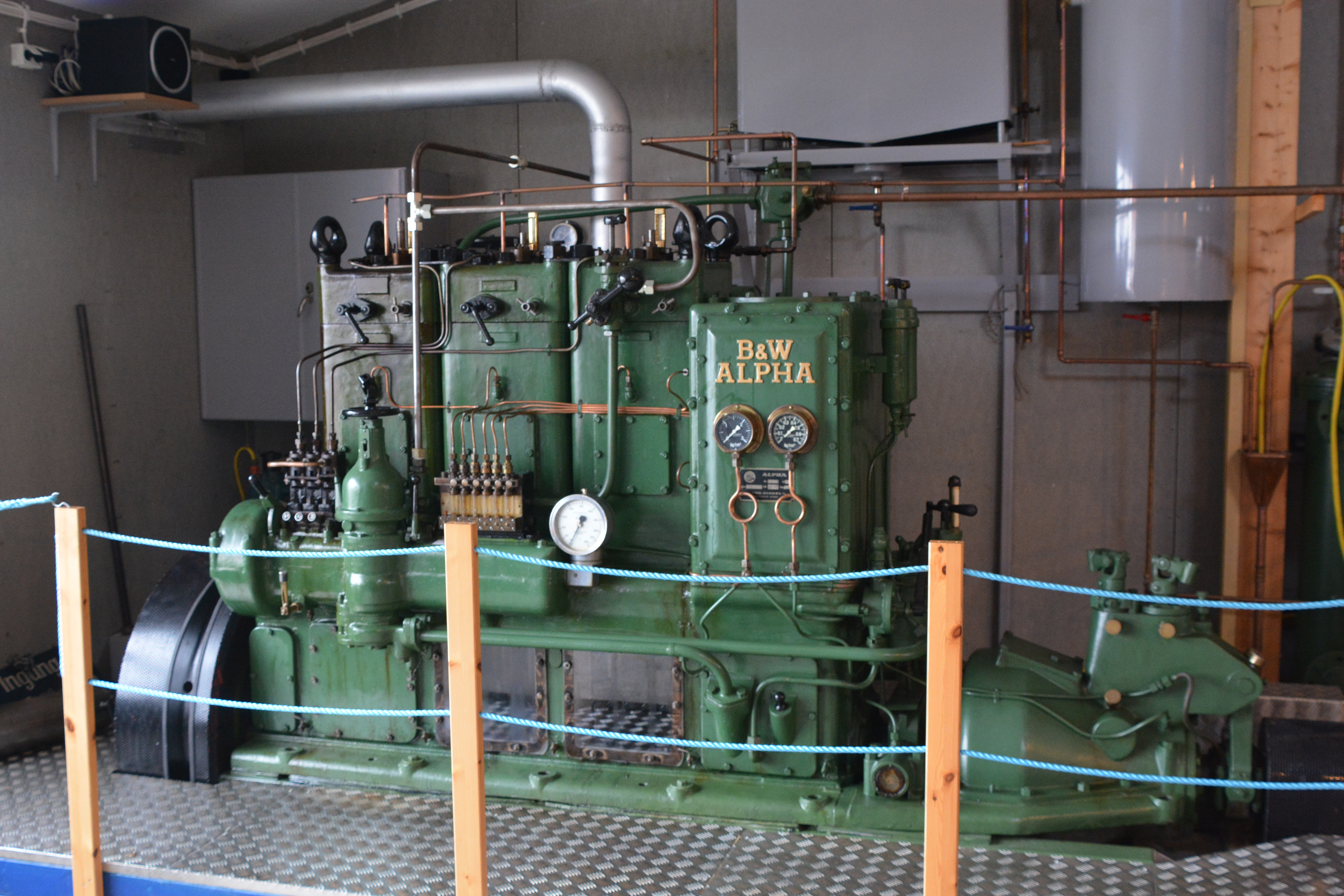
B&W Alpha typ 343 från 1946, Råå museum för fiske och sjöfart.

Burmeister & Wain, B&W, var en dansk mekanisk verkstad med tillverkning av fartyg och dieselmotorer, med huvudkontor i Köpenhamn.
Burmeister utvecklades från 1860-talet till en av världens ledande varvsindustrier. Från sekelskiftet blev företaget världsledande inom dieselmotorer för fartyg och levererade bland annat till Götaverken i Göteborg. B&W fick liksom den svenska varvsindustrin stora problem under 1970-talet, varpå konkurs följde 1980 och företagsdelarna splittrades. År 1980 såldes dieseltillverkningen till tyska MAN AG och fick namnet B&W Diesel A/S. Det ingår i MAN B&W Diesel AG.

## Historik

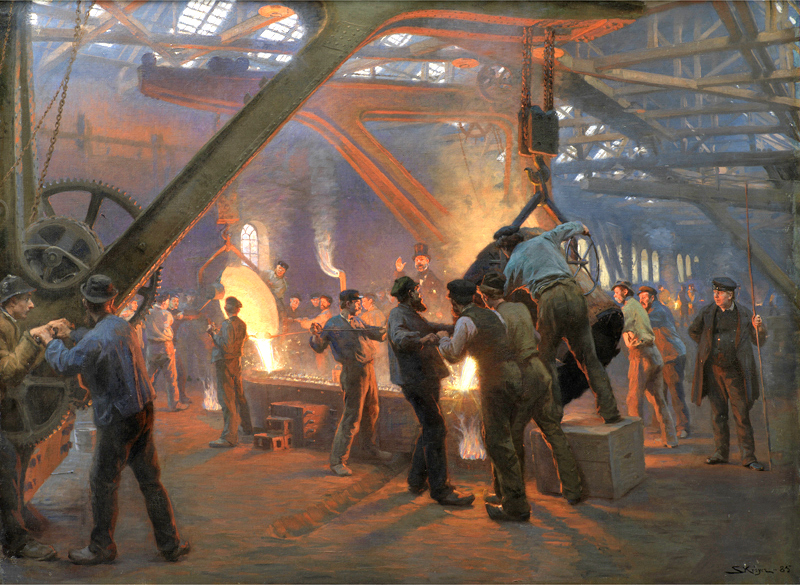
Burmeister & Wain. Målning från 1885.

År 1843 inrättade en holsteinsk snickare, Hans Heinrich Baumgarten, en mekanisk verkstad på Købmagergade i Köpenhamn. Han ingick 1846 i samarbete med Carl Christian Burmeister, och verkstaden flyttades till Christianshavn under namnet Baumgarten och Burmeister. År 1858 byggdes det första danskbyggda ångfartyget av stål. År 1861 valde Baumgarten att dra sig tillbaka, och 1865 inledde Burmeister samarbete med direktören för varvet, William Wain, och företaget kom att kallas Burmeister & Wain. År 1871 drabbades företaget av kapitalbrist och strejker och påföljande år omvandlades B. & W.s Maskin- og. Jærnskibsbyggeri till Aktieselskabet Burmeister & Wain. År 1872 anlades ett skeppsvarv på Refshaleøen dit en del av verksamheten flyttades.
År 1890 byggde företaget sin första förbränningsmotor och 1898 fick B&W licensrätten från Rudolf Diesel att tillverka dieselmotorer i Danmark. Företaget växte och 1921 flyttade det  till en större fabrik. Burmeister & Wain blev en av världens ledande tillverkare av dieselmotorer och motordrivna fartyg. Företaget tillverkade även dieselmotorer för kraftverk och lokomotiv. Den dieselmotor som byggdes för kraftverket H.C. Ørstedværket i Köpenhamn var i över 30 år världens största dieselmotor. 
Under 1960-talet hamnade koncernen i en finansiell kris i samband med varvskrisen. Detta förde med sig en splittring av koncernen. Fartygstillverkningen avyttrades och 1980 följde ytterligare en delning, då tillverkningen av dieselmotorerna, B&W Diesel A/S, såldes till MAN SE. Det sista fartyget som tillverkades vid varvet på Refshaleøen var Ever Mighty, sjösatt 1996.

## Fartyg byggda på varvet
- 1861 S/S Hjejlen, nr 15
- 1875 S/S Christiania, nr 83
- 1880 Dannebrog, nr 109
- 1888  Saratov, nr 147
- 1895 Standart, den ryske tsarens yacht
- 1908 S/S Sverige, passagerarfartyg över Öresund
- 1900 Tågfärjan Malmö
- 1906 Barken Viking
- 1906 S/S Nikobar
- 1923 Mandalay, nr 323

## Motorer
En 23 MW, MAN B&W Diesel (S80ME-C Mk7) tvåtaktsmotor har 155 g/(kW·h) motsvarande 54,4 % bränsleeffektivitet. Det gör den till världens mest effektiva marinmotor.

## Lastbilar
Fem Burmeister & Wain-lastbilar kan ses i filmen.
Lastbilar tillverkades på B&W från 1938 till 1940.

## Museum
B&W Diesel A/S har ett museum över verksamheten i Köpenhamn.

## Personer
- Hans Heinrich Baumgarten
- Carl Christian Burmeister
- William Wain